# Вемблі Арена

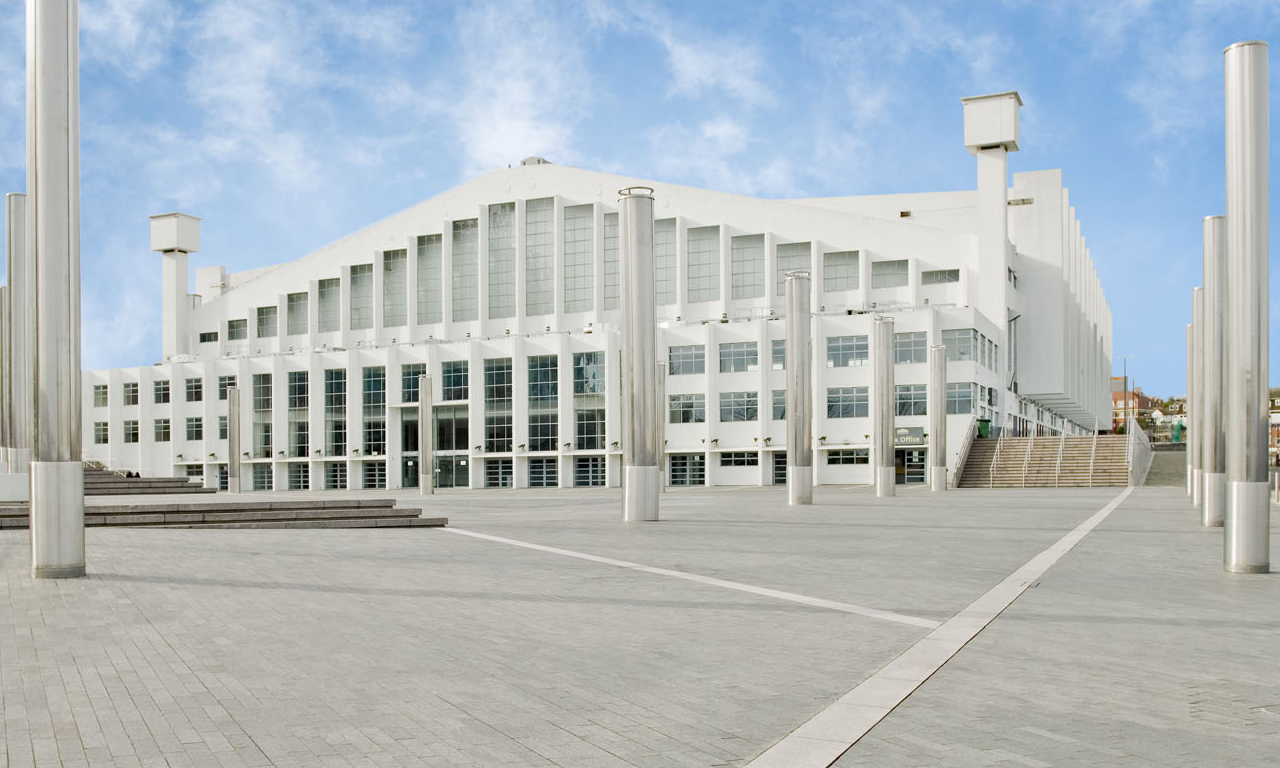
Вемблі Арена

Вемблі Арена (англ. Wembley Arena) — крита спортивно-видовищна споруда розташована в Лондоні навпроти стадіону Вемблі. Відкрита 1934-го, перебудована в 2005–2006 роках. Кількість сидячих місць — 12500.
На Вемблі Арені виступали, поміж інших, такі музичні виконавці:
- The Beatles
- ABBA
- Мадонна
- Джордж Майкл
- Шер
- Крістіна Агілера
- Pink
- Beyonce
- Брітні Спірс
- The Cure
- Pearl Jam
- Bring Me The Horizon